# Hypercompe fuscescens
Hypercompe fuscescens är en fjärilsart som beskrevs av Rothschild 1917. Hypercompe fuscescens ingår i släktet Hypercompe och familjen björnspinnare. Inga underarter finns listade i Catalogue of Life.